# ماسايا جيتوزونو
ماسايا جيتوزونو (باليابانية: 地頭薗 雅弥) (6 سبتمبر 1989 في فوناباشي في اليابان – )؛ هو لاعب كرة قدم ياباني سابق كان يلعب كلاعب وسط.

## وصلات خارجية
- ماسايا جيتوزونو على موقع رابطة كرة القدم اليابانية للمحترفين (اليابانية)
- ماسايا جيتوزونو على موقع قاعدة بيانات كرة القدم.إي يو (الإنجليزية)
- ماسايا جيتوزونو على موقع Soccerway.com (الإنجليزية)